# Obrněný automobil vz. 23
Obrněný automobil vz. 23 (OA vz. 23) byl československý obrněný automobil, který vznikl v roce 1923 pod továrním označením PA-II a byl nazýván „želva“. První sériové kusy byly dokončeny v létě 1924 a po zkouškách a následné úpravě byly dodány Československé armádě v listopadu 1925.
Obrněné automobily PA-II se ukázaly jako nevyhovující. Měly slabé pancéřování a nemohly vést boj s nepřátelskými obrněnými vozy. Proto čs. armáda již žádné další vozy neobjednávala. V roce 1927 byly tři kusy vozidel prodány rakouské policii, zbytek skončil později u československé státní policie.
Na podvozku PA-II vznikl i projekt PA-II-Děl, který se ale nedostal dále než k prototypu.

## Ostatní informace
- Překonávání překážek v terénu: 
příkop – 0,45 m široký,
 kolmou stěnu – 0,3 m vysokou,
 vodní tok – 0,4 m hluboký
- Počet nábojů ve vozidle: 6250 kusů
- Počet vozidel ve výzbroji Čs. armády: 9 kusů
- Cena bez výzbroje: 680 000 Kčs/kus